# Laç
Laç sau Laçi este un oraș din Albania cu 17.086 locuitori.

## Monumente
- Mănăstirea Laç, construită în secolul al XII-lea, demolată în 1971, refăcută după 1990.

## Sport
În oraș activează clubul de fotbal KF Laçi.